# Sognando contromano
Sognando contromano è il sesto album in studio del cantante italiano Neffa, pubblicato il 19 giugno 2009.
L'album ha raggiunta la posizione 20 della classifica italiana degli album, venendo certificato disco d'oro in Italia, con una vendita di copie superiori a 35 000 copie su tutto il territorio.

## Descrizione
L'album, molto intimista, rispecchia uno stile diverso dai suoi lavori precedenti, un pop melodico miscelato tra sound italiani anni 50 e suoni di gusto internazionale, caratterizzati da testi molto personali e poetici. Il cantante ha spesso dichiarato di sentirsi sempre più frequentemente "fatto tutto al contrario", a detta sua e di chi gli è intorno. Unendo questo concetto al tema ricorrente nel disco dei sogni, è uscito il titolo Sognando contromano, in cui il cantante cerca di disegnare un mondo in cui vive il sognatore contromano. Secondo le dichiarazioni dell'artista, il disco è scritto di getto, nel modo più puro e naturale possibile: 
Il 22 maggio ha debuttato in radio il singolo di lancio Lontano dal tuo sole, mentre nell'autunno successivo è stata la volta di Nessuno. Nel febbraio 2010 è stata la volta di Qualcosa di più.

## Tracce
Testi e musiche di Giovanni Pellino, eccetto dove indicato.
1. Distante – 3:50 (Giovanni Pellino, Paolo Emilio Albano)
2. Lontano dal tuo sole – 3:43
3. Qualcosa di più – 4:49 (Giovanni Pellino, Paolo Emilio Albano)
4. Solo così – 4:14
5. In un sogno – 4:20
6. Nessuno – 3:43
7. La mia stella – 4:17
8. Satellite – 3:37
9. Bellissima – 4:21
10. Giorni d'estate – 3:50
11. The Hill – 4:21 (Giovanni Pellino, Paolo Emilio Albano)

Traccia bonus nell'edizione di iTunes
1. Summertime – 4:25

## Formazione
- Neffa – voce
- Paolo Emilio Albano, Christian Lavoro – chitarra acustica ed elettrica
- Giancarlo Bianchetti – chitarra classica, chitarra elettrica
- Massimo Varini – chitarra
- Mauro Isetti – basso
- Fabio Valdemarin – pianoforte
- Patrick Benifei – tastiera, cori
- Cesare Nolli – batteria, basso, percussioni
- Paolo Muscovi – batteria
- Alessandro Meroli – flauto

## Classifiche
| Classifica (2009) | Posizione massima |
| ----------------- | ----------------- |
| Italia            | 20                |